# 金刀比羅神社 (鳴門市)
金刀比羅神社（ことひらじんじゃ）は、徳島県鳴門市撫養町木津に鎮座する神社。

## 歴史
1601年（慶長6年）、撫養城（林崎城）の城主である益田八右衛門が創建。讃岐国の象頭山金毘羅大権現（現在は金刀比羅宮）を勧請した。1640年（寛永17年）、徳島藩主の蜂須賀忠英が社殿を再興。
明治初年の神仏分離令により、別当である長谷寺を廃して神職を置き、明治3年に祭神は大物主命とし金毘羅大権現の旧称を現在の名に改めた。1874年（明治7年）に郷社に列した。
徳島市勢見町にある金刀比羅神社と同市川内町にある金刀比羅神社と合わせて古来より「阿波三金毘羅」で、明治以降は「阿波三金比羅」と呼ばれた。また、JR鳴門線の金比羅前駅の駅名にもなっている。

## 祭神
- 大物主命
- 少彦名命
- 猿田彦命

## 交通
- JR鳴門線金比羅前駅より徒歩約1分。
- 神戸淡路鳴門自動車道・高松自動車道「鳴門インターチェンジ」より車で約15分。